# Mariage à la grecque (film, 2002)
Pour les articles homonymes, voir Mariage à la grecque.
Série
Mariage à la grecque 2
(2016)
Pour plus de détails, voir Fiche technique et Distribution.
Mariage à la grecque ou Mon mariage grec en Belgique (My Big Fat Greek Wedding) est un film américano-canadien réalisé par Joel Zwick et sorti en 2002.
À l'origine, il s'agit d'une pièce de théâtre montée par l'actrice principale, Nia Vardalos. L'acteur Tom Hanks et sa femme, après avoir vu la pièce, lui ont proposé de produire une adaptation en film via la société Playtone.
Une suite, Mariage à la grecque 2, est sortie en 2016. Une troisième opus est prévu pour 2023.

## Synopsis
Toula Portokalos est une jeune Gréco-Américaine trentenaire au physique disgracieux, qui a toujours vécu chez ses parents dans la banlieue de Chicago, au sein d'une famille extrêmement nombreuse et pratiquante qui ne désire qu'une chose pour la jeune femme : qu'elle fasse un beau et grand mariage, et surtout, que cela se fasse avec un Grec. La jeune femme, complexée par ses origines depuis toute petite, mène une vie sans saveur. Sa sœur aînée, elle, a fait un beau mariage et a trois enfants. Son frère, véritable Don Juan, est le préféré de sa mère et en tant qu'homme, peut tout se permettre.
Sa petite vie tranquille est partagée entre son travail dans le restaurant familial et ses regrets de ne pouvoir mener une vie différente. Elle a le coup de foudre pour Ian Miller, un jeune professeur WASP et végétarien. Ce dernier ne la voit pas. Cela décide la jeune femme à changer : elle commence à accepter le travail que lui propose sa tante dans une agence de voyages. Elle se remet aux études sous le regard circonspect de ses parents. Conseillée par des étudiantes, elle apprend à se mettre en valeur et lorsque Ian la voit, c'est à son tour d'avoir le coup de foudre pour elle. Les deux jeunes gens, elle orthodoxe et lui chrétien, vont devoir apprendre à concilier leur amour avec la rigueur religieuse et morale de leurs familles respectives.

## Fiche technique
- Titre original : My Big Fat Greek Wedding
- Titre français : Mariage à la grecque ou Mon mariage grec en Belgique
- Réalisation : Joel Zwick
- Scénario : Nia Vardalos
- Musique : Alexander Janko et Chris Wilson
- Costumes : Michael Clancy
- Photographie : Jeff Jur
- Montage : Mia Goldman
- Production : Gary Goetzman, Tom Hanks, Rita Wilson
- Sociétés de production : Playtone, Gold Circle Films, MPH Entertainment, Inc., HBO Films
- Sociétés de distribution : Metropolitan Filmexport (France) Les Films Équinoxe (Canada)
- Pays de production :  Canada,  États-Unis
- Langues originales : anglais, grec
- Budget : 5 000 000 $
- Format : Couleur - 35 mm - 1,85:1 - son Dolby SR
- Genre : Comédie
- Durée : 95 minutes
- Dates de sortie :
  - Québec : 2 août 2002
  - France : 5 février 2003

## Distribution
- Nia Vardalos (VF : Céline Monsarrat) : Fotoula « Toula » Portokalos
- John Corbett (VF : Jérôme Keen) : Ian Miller
- Michael Constantine (VF : William Sabatier) : Kostas « Gus » Portokalos
- Lainie Kazan (VF : Pascale Vital) : Maria Portokalos
- Andrea Martin (VF : Michèle Bardollet) : Tante Voula
- Stavroula Logothettis (VF : Hélène Chanson) : Athena Portokalos
- Louis Mandylor (VF : Emmanuel Karsen) : Nick Portokalos
- Gia Carides (VF : Catherine Privat) : Cousin Nikki
- Joey Fatone (VF : Marc Bretonnière) : Cousin Angelo
- Bruce Gray : Rodney Miller
- Fiona Reid : Harriet Miller
- Arielle Sugarman : Paris Miller
- Jayne Eastwood : Mme White
- Ian Gomez (VF : Patrice Dozier) : Mike

## Accueil
Le film rapporte sur le sol américain 241 348 208 $ pour un budget de 5 000 000 $. Succès commercial, Mariage à la grecque totalise aux USA près de 42 millions d'entrées. En France, le film engrange 471 111 entrées. En Allemagne, près de 2 millions de curieux se déplacent dans les salles obscures. En Espagne, 1 447 925 entrées sont comptabilisées. En Italie, le film attire 2 755 834 spectateurs.